# Блодьювед
Блодьювед (Блодьювид, Блодеувед, встречаются также другие варианты написания) (валл. Blodeuwedd или Blodeuedd, от blodeu 'цветы, цветение' + gwedd 'лицо, внешность': «цветочное лицо») — в валлийской мифологии женщина, сделанная из цветов ракитника, таволги и дуба Матом фаб Матонви и Гвидионом, чтобы стать женой Ллеу Ллау Гифеса. Её история является частью Четвёртой ветви Мабиноги, повести о Мате, сыне Матонви.
Ллеу Ллау Гифес был трижды проклят своей матерью, Арианрод; последнее из проклятий гласило, что он никогда не обретет жену-человека. Король Мат и дядя Ллеу Гвидион создали Блодьювед из цветов, и она стала женой Ллеу.
Блодьювед с любовником Гронвом Пебиром сговорились убить Ллеу. Ллеу мог быть убит только при определённых условиях, и Блодьювед под видом беспокойства о нём выведала, при каких. Он не мог быть убит ни в доме, ни вне дома, ни на коне, ни пешим; и убит он мог быть только копьем, закаленным ровно год, во время воскресной мессы. В итоге, нанести ему смертельную рану можно было только когда он стоял одной ногой на котле с водой, а второй на козе (котел должен был находиться на берегу реки, но под крышей) и с применением оружия, созданного соответствующим образом.
Под предлогом: «Господин, можешь ли ты показать мне, как можно стоять одновременно на краю котла и на спине козла?», Блодьювед привела его именно к описанному им положению и месту, где Гронв уже ждал с оружием. Ллеу (по всей видимости) убит, и Гронв с Блодьювед получили силу. Услышав об этом, Гвидион постарался найти и исцелить Ллеу, принявшего теперь форму орла. Возрожденный Гвидионом Ллеу убивает Гронва.
Гвидион проклял Блодьювед, превратив её в сову: «Ты никогда больше не увидишь солнечного света, и все птицы будут ненавидеть тебя, и бить, и клевать, если обнаружат. И ты не лишишься своего имени, но всегда отныне будешь зваться Блодьювид».
Роберт Грейвс и другие считают, что одна из частей поэмы «Битва Деревьев» является Песней Блодьювед.

## Блодьювед в литературе
- Уэльский драматург Льюис Сондерс написал пьесу Blodeuwedd, основанную на оригинальной истории Мабиноги.
- История Блодьювед занимает немалое место в романе Алана Гарнера «Совы на тарелках».
- В романе Джулиана Рэтбоуна «Последний английский король» Эдит Годвинсон сравнивается с Блодьювед.
- Ирландская поэтесса Нула Ни Гоннал написала стихотворение Blodewedd.
- В 6-й книге «Дневники вампира. Возвращение. Души теней», автора Л. Дж. Смит, появляется леди Блодьювед, которая проживает в Темном измерении и является аристократкой.
- В романе А. А. Коростелёвой «Школа в Кармартене» Блодьювед (в тексте имя передано как Блодвидд) преподаёт в валлийской школе магии ботанику.